# Bjarozaŭský rajón
Bjarozaŭský rajón (bělorusky Бярозаўскі раён, ukrajinsky Березівський район, rusky Берёзовский район) je územně-správní jednotkou ve středu Brestské oblasti v Bělorusku. Administrativním centrem rajónu je město Bjaroza (bělorusky Бяроза, rusky Берёза).

## Administrativní dělení
Bjarozaŭský rajón je administrativně rozdělen na 11 venkovských rad (selsovětů): Bjarozaŭský (10 vesnic), Zdzitaŭský (8 vesnic), Maljecký (16 vesnic), Mižleský (8 vesnic), Pjeršamajský (8 vesnic), Pjeskaŭský (9 vesnic), Sakaloŭský (5 vesnic), Sihněvický (20 vesnic), Sporaŭský (2 vesnice), Stryhinský (8 vesnic) a Sjaljecký (16 vesnic). Celkem má rajón 112 osad (včetně Bjarozy a Bjelaazjorsku).

## Geografie
Rozloha rajónu je necelých 1 413 m², z toho z toho lesy pokrývají plochu 376,44 km² (25,2 % území rajónu), bažiny 125,56 km² a vodní objekty 100,40 km². Rajón hraničí s Ivacevickým, Ivanaŭský, Drahičynským, Kobrynským a Pružanským rajónem v Brestské oblasti.
Rajón se nachází v centrální části Brestské oblasti, zaujímá jihovýchodní část Prybužanské roviny a severozápadní část Pripjaťského Polesí. Délka rajónu od východu na západ činí 48 km od severu k jihu 41 km.
Územím rajónu protéká řeka Jaselda. K největším nádržím patří Čornaje, Sporaŭskaje a Bejale jezero s nádrž Sjaljec. Řeky a jezera zabírají 100 km². Rajón má 17 vodních objektů vhodných k rybolovu.
Na území Bjarozaŭského rajónu částečně leží Sporaŭská biologická rezervace. Lesy pokrývají 25,2% území rajónu.

## Ekonomika
Bjarozaŭský rajón je jedním z nejvíce průmyslově rozvinutých regionů Brestské oblasti. Na území rajónu se nachází 18 průmyslových podniků, 11 zemědělských firem, 6 stavebních firem, 2 silniční závody a 2 firmy se specializací na automobilovou dopravu.
Mezi klíčové průmyslové firmy patří ОАО „Берёзовский мясоконсервный комбина“ (Bjarozaŭský masokombinát, zpracování masa), ОАО „Берёзовский сыродельный комбинат“ (továrna pro zpracování mléka), ОАО „Берёзастройматериалы“ (výroba keramických obkladů), OAO „Белоозёрский энергомеханический завод“ (produkce zařízení a náhradních dílů pro energetické objekty).
Na rozvoji rajónu se podílejí i malé a střední podniky jako ИООО „Полесские стекольные системы“ (výroba energeticky úsporných dvojitých skel), СООО „Добрыня“ (výroba polystyrenových desek), ИП „Сария Био-Индастрис“ (zpracování surovin živočišného původu), ООО «Франдеса» (výroba přípravků pro ochranu rostlin), СООО «Белинвестторгсплав».

## Kultura
V rajónu je provozu 85 kulturních institucí, ke kterým patří 32 spolků, 37 knihoven, 5 uměleckých škol, rajónní metodické centrum, okresní vlastivědné muzeum s pobočkou „Galerie umění“, řemeslné centrum, dětské a mládežnické sportovně-estetické centrum a automobilový klub.
Mezi fungující kulturní instituce patří 186 amatérských uměleckých skupin a 75 uměleckých sdružení, 28 kolektivů s názvem „národní“ a „modelový“.

## Historie

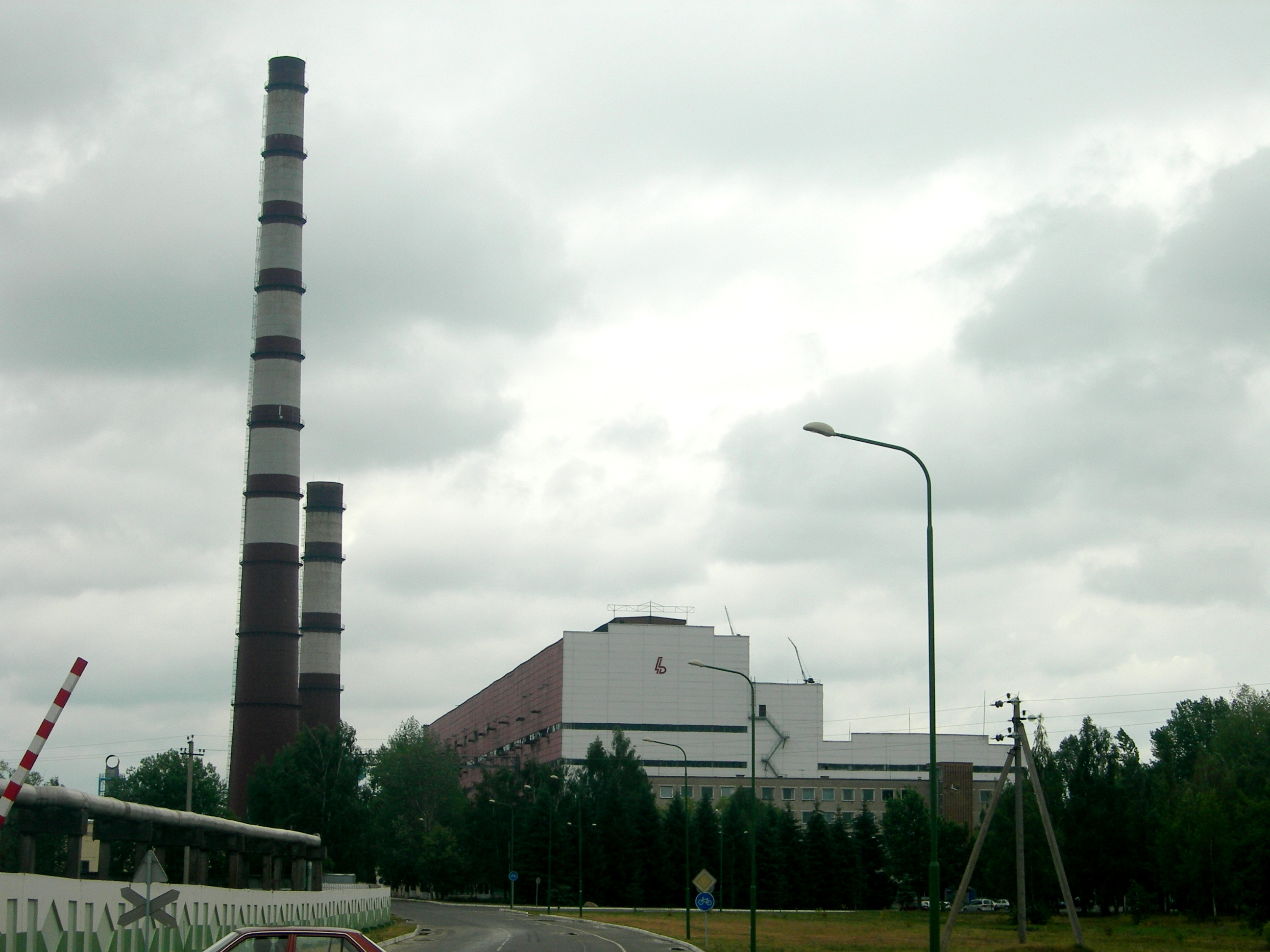
Bjarozaŭská vodní elektrárna

Rajón byl založen roku 1940 po přistoupení západního Běloruska k SSSR. V letech 1958—1967 zde probíhala stavba vodní elektrárny. Pro zaměstnance této elektrárny bylo v roce 1958 postaveno město Bjelaazjorsk. V poválečných letech byla do města Bjaroza vyslána letka sovětského letectva.

## Doprava
Územím rajón prochází dálnice  E30: Brest (Kazlovičy) — Minsk — hranice Ruské federace (Redźka), R2 E85: Stoŭbcy — Ivacevičy — Kobryn, R84: Bjaroza — Drahičyn, R101: Pružany — Bjaroza a R136: Vajcjašyn — Chomsk — Drahičyn.

## Známí rodáci
- Aljes Razanaŭ (Алесь Разанаў; * 5. prosince 1947 Sjaljec) — běloruský básník a laureát Kapalaŭské ceny (1990)

- Kadzja Maladoŭskaja (1894—1975) — židovský básnířka, psala v jazyce jidiš